# Vlasenica
Vlasenica (v srbské cyrilici Власеница) je obec v Bosně a Hercegovině, která se nachází ve východní části Republiky srbské. Podle sčítání lidu z roku 2013 měla 7228 obyvatel.
Obec se nachází na místě, kudy vede silnice z údolí řeky Driny směrem do Sarajeva přes Pale a kde se odpojuje odbočka směrem do města Kladanj. Se svojí nadmořskou výškou 668 m patří Vlasenica mezi horská města. V její blízkosti se nachází pohoří Javor a Viselac.

## Historie
Ve středověku bylo území dnešního města součástí středověké župy Birač, která je poprvé připomínána k roku 1219. Feudálními vlastníky těchto území byly rody Pavlovićů, Diničićů, Zlatonosovićů a Orlovićů, které zde vlastnily početné pevnosti a sídla.
V roce 1463 padlo město se svým okolím pod tureckou nadvládu. Na místě současného města existovala osada Birač, která je takto uváděna na historických mapách až do konce 18. století. Současný název města pochází podle trávy Vlasulja, která roste v okolí. Sídlo osmanského soudce zde bylo zřízeno v roce 1765. Administrativně byla součástí zvornické kapetanie.
Od roku 1842 měla Vlasenica telegrafní a telefonní spojení i poštu. V okolí města působili hajduci, kteří se soustředili především v okolních horách a na území Srbska za řekou Drinou. V roce 1912 měla Vlasenica 1962 obyvatel.
Během první světové války zde došlo k bitvě mezi rakousko-uherským a srbským vojskem. Ve Vlasenici se nacházela kasárna s rakouskými vojáky. Vzhledem k blízkosti hranice s nepřítelem bylo území strategicky významné; probíhala zde trasa zásobování rakouských vojsk na území Srbska během tamní okupace. Během druhé světové války bylo město součástí nezávislého státu Chorvatsko, čas od času jej však obsazovali partyzáni. V červnu 1943 zde provedli útok a město obsadili. Asi 70-200 Srbů bylo brutálně zmasakrováno muslimskými ustašovskými silami v obci Rašića Gaj ve Vlasenici mezi 22. červnem a 20. červencem 1941. Předtím znásilňovali ženy a dívky. Koncem července a začátkem srpna 1941 byla uvězněna a zavražděna další skupina 50 Srbů z okresu Vlasenica (převážně z Milići). Mezi 2000 a 3000 muslimy bylo zmasakrováno srbskými Četniky ve Vlasenici od prosince 1941 do února 1942.

## Obyvatelstvo
|            | 2013.           | 1991.           | 1981.           | 1971.           |
| Celkem     | 11 467 (100,0%) | 17 761 (100,0%) | 30 498 (100,0%) | 26 623 (100,0%) |
| Srbové     | 7 589 (66,18%)  | 6 311 (35,53%)  | 13 531 (44,37%) | 13 431 (50,45%) |
| Bosňáci    | 3 763 (32,82%)  | 10 897 (61,35%) | 15 337 (50,29%) | 12 881 (48,38%) |
| Ostatní    | 84 (0,733%)     | 249 (1,402%)    | 131 (0,430%)    | 151 (0,567%)    |
| Chorvati   | 31 (0,270%)     | 32 (0,180%)     | 44 (0,144%)     | 42 (0,158%)     |
| Jugoslávci |                 | 272 (1,531%)    | 978 (3,207%)    | 17 (0,064%)     |
| Cikáni     |                 |                 | 352 (1,154%)    | 53 (0,199%)     |
| Černohorci |                 |                 | 81 (0,266%)     | 28 (0,105%)     |
| Albánci    |                 |                 | 33 (0,108%)     | 14 (0,053%)     |
| Maďaři     |                 |                 | 5 (0,016%)      | 1 (0,004%)      |
| Slovinci   |                 |                 | 4 (0,013%)      | 3 (0,011%)      |
| Makedonci  |                 |                 | 2 (0,007%)      | 2 (0,008%)      |